# Джеррі Спрінгер
Джеральд Норман Спрінгер (англ. Gerald Norman Springer; 13 лютого 1944, Лондон — 27 квітня 2023, Еванстон, Іллінойс) — американський телеведучий, політик, мер міста Цинциннаті (1977—1978). Всесвітню славу отримав завдяки участі у власному скандальному Шоу Джеррі Спрінгера, яке транслюється у США і декількох інших країнах світу.

## Біографія
Джеррі Спрінгер народився 13 лютого 1944 року у станції лондонського метро. Батьки Джеррі — німецькі євреї були біженцями, які знайшли притулок у Великій Британії. Після закінчення війни, коли хлопцеві виповнилося 5 років, сім'я переїхала до Нью-Йорку, США. Після закінчення середньої школи Джеррі поступив на навчання до Університету Тулейн, де вивчав політологію. Отримавши ступінь бакалавра продовжив навчання на юридичному факультеті Північно-Західного університету, котрий закінчив з відзнакою у 1968 році.
Політикою почав цікавитися під час президентства Джона Кеннеді, брав участь у передвиборчій кампанії на пост президента країни його брата Роберта Кеннеді. Після вбивства Кеннеді, у 1970 році був кандидатом від Демократичної партії, однак не набрав необхідної кількості голосів і не пройшов у Конгрес. Пізніше, у 1971 році зробив доповідь в Сенаті стосовно поправки до Конституції США, яка мала знизити мінімально допустимий вік виборців з 21 до 18 років. У тому ж 1971 році Джеррі Спрінгер був обраний до муніципальної ради міста Цинциннаті. У 1974 році був вимушений піти у відставку в зв'язку із скандалом навколо використання послуг повії. Під час обшуку поліцією підпільного дому розпусти був знайдений персональний чек Джеррі Спрінгера, яким він розрахувався за послуги повій. Попри це, на прес-конференції молодий політик чистосердечно розкаявся у своїх помилках, знову заслужив довіру виборців, був обраний до міської ради і у 1977 році навіть став мером Цинциннаті — одним з наймолодших мерів країни.
Після невдалої спроби балотуватися на посаду губернатора у 1982 році Джеррі Спрінгер вирішив відійти від політики і присвятити себе телебаченню: спочатку працював політичним журналістом, а потім мав власну радіо передачу. У 1991 році з'явилася ідея власного ток-шоу, яке вперше вийшло в ефір у вересні 1991 року. Передача спочатку була продовженням його ранішніх політичних шоу, де запрошувалися відомі політики країни та обговорювалися гострі суспільні теми. Однак, у 1994 році Шоу Джеррі Спрінгера кардинально змінилося — відійшло від серйозних тем і сконцентрувалося на підвищенні рейтингу. Передача відрізнялася від інших ток-шоу незвичним форматом і контроверсійністю пропонованих тем, таких як подружня невірність, сексуальні збочення та психічні вади запрошуваних на шоу гостей. Незважаючи на сцени насильства та нецензурних лайок під час шоу, передача залишалася популярною у США протягом багатьох років і ретранслювалася у більш ніж 40 інших країнах світу.
Джеррі Спрінгер помер 27 квітня 2023 року в себе вдома у місті Еванстон, штат Іллінойс, в 79-річному віці від раку підшлункової залози.

## Фільмографія
| Рік  |   | Українська назва | Оригінальна назва | Роль               |
| ---- | - | ---------------- | ----------------- | ------------------ |
| 2017 | с | Геппі!           | Happy!            | у ролі самого себе |